# Röddinge socken
Röddinge socken i Skåne ingick i Färs härad, ingår sedan 1974 i Sjöbo kommun och motsvarar från 2016 Röddinge distrikt.
Socknens areal är 21,69 kvadratkilometer varav 21,44 land. År 2000 fanns här 240 invånare.  Orten Eriksdal samt kyrkbyn Röddinge med sockenkyrkan Röddinge kyrka ligger i socknen. 

## Administrativ historik
Socknen har medeltida ursprung. 
Vid kommunreformen 1862 övergick socknens ansvar för de kyrkliga frågorna till Röddinge församling och för de borgerliga frågorna bildades Röddinge landskommun. Landskommunen uppgick 1952 i Östra Färs landskommun som 1974 uppgick i Sjöbo kommun. Församlingen uppgick 2010 i Lövestads församling.
1 januari 2016 inrättades distriktet Röddinge, med samma omfattning som församlingen hade 1999/2000.  
Socknen har tillhört län, fögderier, tingslag och domsagor enligt vad som beskrivs i artikeln Färs härad. De indelta soldaterna tillhörde Södra skånska infanteriregementet, Albo kompani.

## Geografi
Röddinge socken ligger norr om Ystad kring Fyleån i väster. Socknen är en småkuperad odlingsbygd med visst inslag av skog.

## Fornlämningar
Från stenåldern finns boplatser. 

## Namnet
Namnet skrevs 1361 Röthinge och kommer från kyrkbyn. Namnet kan innehålla rythiung, 'röjning' eller innehålla inbyggarbeteckningen inge bildat med adjektivet röd.